# Pseudaptinus rufulus
Pseudaptinus rufulus är en skalbaggsart som beskrevs av Leconte. Pseudaptinus rufulus ingår i släktet Pseudaptinus och familjen jordlöpare. Inga underarter finns listade i Catalogue of Life.